# Gabe Jones
Gabriel "Gabe" Jones è un personaggio dei fumetti creato da Stan Lee (testi) e Jack Kirby (disegni), pubblicato dalla Marvel Comics. La sua prima apparizione avviene in Sgt. Fury and his Howling Commandos (Vol. 1) n. 1 (maggio 1963).
Jones è un'ex-Howling Commandos divenuto agente dello S.H.I.E.L.D. e tra i più stretti collaboratori di Nick Fury. Nonostante sia afroamericano, nell'albo in cui apparve per la prima volta fu commesso un errore e venne colorato come un caucasico.

## Biografia del personaggio
Nativo di New York, durante la gioventù Gabe ha lavorato come trombettista jazz nel locale dello zio materno, Bill Leonard. Durante la seconda guerra mondiale entra a far parte degli Howling Commandos, squadra d'élite comandata da Nick Fury, divenendo il primo nero ad operare in una squadra di bianchi. Dopo aver prestato servizio sotto Fury anche durante la guerra di Corea e il Vietnam, Gabe entra a far parte dell'agenzia spionistica governativa denominata S.H.I.E.L.D. assieme all'ex-commilitone Dum Dum Dugan, sempre agli ordini di Fury. Divenuto uno degli uomini di punta dell'agenzia, durante gli anni cinquanta si occupa principalmente di dare la caccia ai criminali nazisti latitanti e, negli anni settanta, intreccia una breve relazione sentimentale con Peggy Carter.
Nel momento in cui lo S.H.I.E.L.D. viene smantellato a seguito dell'affare Deltite, Gabe Jones si ritira a vita privata in New England ma, dopo la ricostruzione dell'agenzia, accetta di ritornarvi per accontentare la richiesta del vecchio amico Nick Fury di addestrare un gruppo di 1500 nuovi agenti.
Successivamente all'invasione segreta degli Skrull, Dum Dum Dugan ricostituisce gli Howling Commandos e Jones vi entra a far parte assieme a centinaia di altri ex-agenti S.H.I.EL.D. con cui, successivamente, combatte al fianco dei Secret Warriors contro l'HYDRA; proprio durante una di queste battaglie, tuttavia, viene ucciso da Gorgon assieme all'amico e collega Eric Koenig.

## Altre versioni
Nell'universo di Terra X Jones combatte Mefisto al fianco di numerosi Howling Commandos e supereroi dei tempi moderni, morendo per mano dell'entità HYDRA.

## Altri media

### Cinema

#### Marvel Cinematic Universe
- Gabe Jones, interpretato da Derek Luke, compare in Captain America - Il primo Vendicatore (2011)[14].

### Televisione
- Jones compare nella serie animata del 1996 L'incredibile Hulk.
- Nel film TV del 1998 Nick Fury (Nick Fury: Agent of S.H.I.E.L.D.), il personaggio è interpretato da Ron Canada; sebbene in tale versione appaia come uno scienziato dello S.H.I.E.L.D. simile per alcuni tratti al personaggio di Sidney Levine.
- Gabe Jones compare (sebbene solo in penombra) in un episodio di Super Hero Squad Show.
- Jones compare nell'incarnazione degli Howling Commandos vista in Avengers - I più potenti eroi della Terra.

### Videogiochi
- Jones ha un cameo nel videogioco Marvel: La Grande Alleanza.
- È citato nel videogioco Spider-Man 2 (videogioco 2023) al museo di Harlem.